# Anochetus filicornis
Anochetus filicornis é uma espécie de formiga do gênero Anochetus, pertencente à subfamília Ponerinae.